# Оглашенные
Оглаше́нные (от церк.-слав. ωглашє́ннїи), также катехуме́ны (от греч. κατηχούμενοι) в христианстве — люди, проходящие катехизацию (оглашение), готовящиеся принять таинство крещения и стать членом Церкви (в церковнославянской филологии прилагательное «оглашенный» означает желающего принять Святое Крещение и учащегося христианским догматам»).
Институт оглашенных возник в раннем христианстве в связи с тем, что принятию таинства крещения предшествовал обязательный период катехизации.

## В раннем христианстве
Термин «оглашенный» (катехумен) впервые встречается у Климента Александрийского. Первое подробное описание катехумената в христианских общинах принадлежит Ипполиту Римскому.
Прошедших первое собеседование со священником зачисляли в группу подготовки (иногда катехуменов первого этапа называли audientes («слушающими»), иногда novicioli, новициями). По свидетельству Тертуллиана, новиции могли слушать слово Божие во время богослужений, но не имели права участвовать в молитве верных. По окончании первого периода подготовки проходило второе собеседование, оглашенный зачислялся в число «избранных» (electi). Избранные могли участвовать в литургии вплоть до начала евхаристической молитвы; на них возлагались те же обязанности, что и на крещёных членов общины, они постились, участвовали во внелитургических общинных молитвах и ночных бдениях.
Общая продолжительность оглашения составляла в среднем 3 года, однако срок мог быть сокращён или, наоборот, продлён в случае совершения катехуменом тяжких грехов.
Относительно статуса оглашенного по отношению ко крещёному, а также об их посмертной судьбе (в случае если оглашенный до смерти не успевает креститься) существовали различные мнения. Так, Иоанн Златоуст в своей беседе на Евангелие от Иоанна писал:
Оглашенный чужд верному. Он не имеет ни одной и той же с ним главы, ни одного и того же отца, ни того же города, ни пищи, ни одежды, ни дома; но всё у них разделено. У одного всё на земле; у другого — на небесах. У этого царь — Христос; у того — грех и дьявол. У этого пища — Христос; у того — гниль и тление. Да и одежда у этого — Владыка ангелов; у того — дело червей. У этого город — небо; у того — земля.
Святитель Амвросий Медиоланский, напротив, считал, что желания оглашенного принять крещение уже достаточно, чтобы считать его христианином. Так, говоря об императоре Валентиниане II, не успевшем креститься до своей смерти, он указывал:
Достаточно, что он желал крещения, а искреннее желание крещения не менее действительно, чем и само крещение. Если ему не удалось принять крещения от человеческих рук, то его крестил Сам Христос.

## В Православной церкви

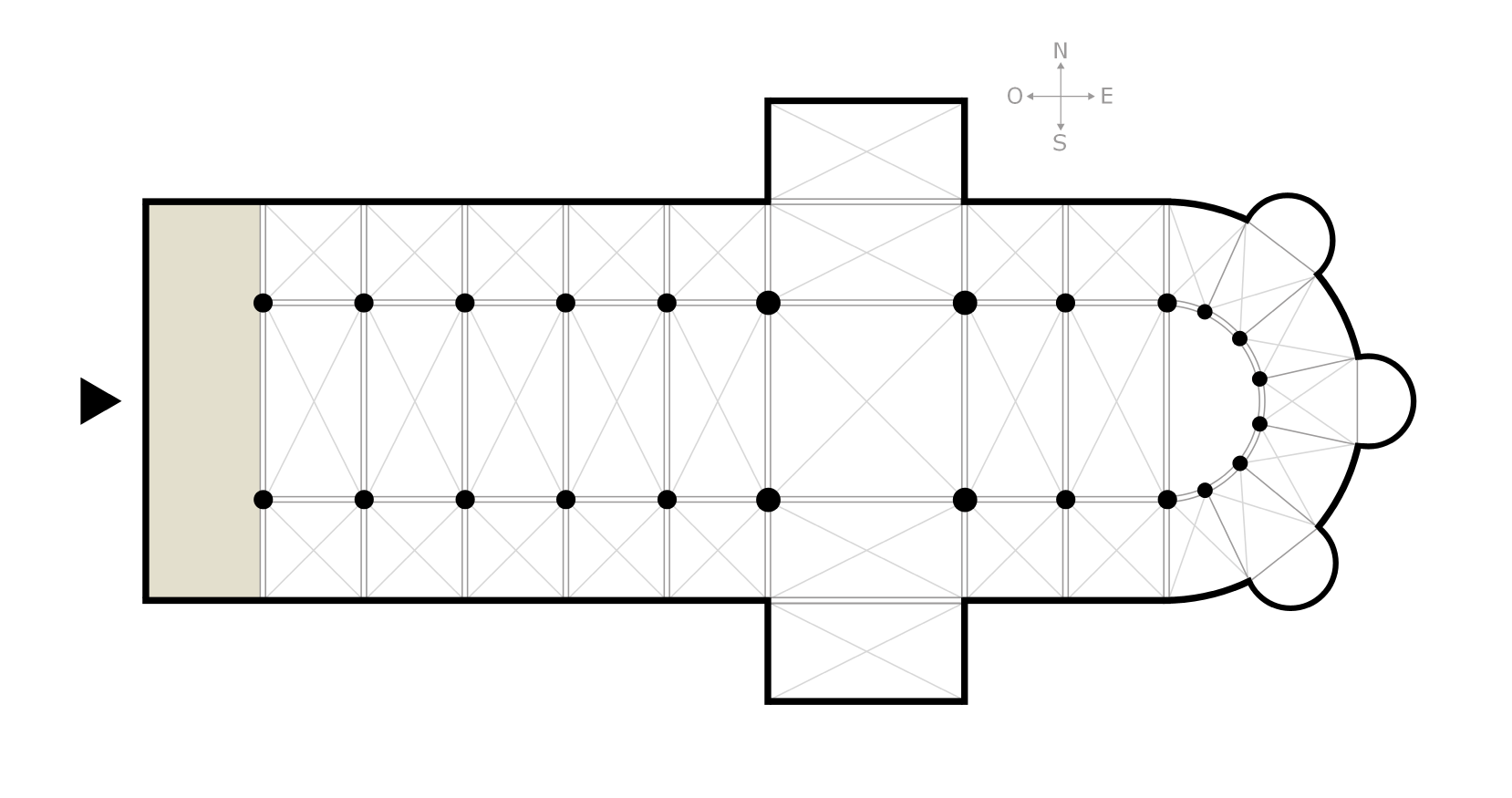
Типовой план церкви. Бежевым цветом помечен притвор, единственное место, где могут находиться оглашенные

Перед принятием таинства Крещения над каждым человеком в традиции Православной церкви совершать специальный богослужебный «чин оглашения», состоящий из ряда молитв.
Конечной молитвой чина оглашения является молитва, в которой священник просит Бога, чтобы данный человек крестился.
В православии на оглашенных накладывается ряд ограничений по участию в церковной жизни:
- во время богослужения могут находиться только в притворе храма,
- не участвуют в таинствах церкви,
- во время литургии не могут присутствовать на литургии верных и должны покинуть храм на последних словах литургии оглашенных, произносимых диаконом: «Елицы оглашеннии, изыдите; оглашеннии, изыдите; елицы оглашеннии, изыдите. Да никто от оглашенных, елицы вернии, паки и паки миром Господу помолимся».

В конце литургии оглашенных произносится особая «ектения об оглашенных», в которой церковь, как собрание верных, просит Бога просветить оглашенных и удостоить их таинства крещения.

## В Католической церкви
Ранее в Риме в ходу были как греческий, так и латинский языки, поэтому крещающий обучал крещаемого основам христианства сначала по-гречески, затем на латыни; перед крещением испытание на знание Символа веры проходило в формате вопрос-ответ.
В Католической церкви взрослые, желающие принять таинство крещения, обязательно должны пройти подготовку, называемую катехуменатом. Сам кандидат в этот период называется оглашенным или катехуменом. Обязательность катехумената установлена конституцией Второго Ватиканского собора «О священной литургии» (Sacrosanctum Concilium). Общее описание порядка подготовки взрослых ко крещению, его периодов и этапов, а также обрядов, сопутствующих им, содержится в документе, выпущенном в 1972 году Конгрегацией богослужения и дисциплины таинств — «Чин христианского посвящения взрослых». Катехуменату и его важности для церкви посвящено апостольское обращение папы Иоанна Павла II Catechesi tradenale (1979).
Длительность катехумената неодинакова в различных странах и епархиях. В РФ решением епископата установлена продолжительность катехумената в один год.
Традиционно период катехумената делят на несколько этапов, или ступеней. Первая ступень — предварительная евангелизация, или предоглашение. Завершается она обрядом принятия в катехуменат. Вторая ступень — основной катехуменат, который завершается обрядом избрания (наречения имени). Третья ступень — период очищения и просвещения — период углублённой молитвы, испытания совести, духовной подготовки к принятию таинства крещения. В Католической церкви крещение взрослых часто проводится на пасхальной литургии, в этом случае третья ступень катехумената совпадает с Великим постом. В этот период также могут быть проведены обряды вручения оглашенному Молитвы Господней и Символа веры.
На период катехумената оглашенные могут присутствовать на всех богослужениях, включая литургию, однако не могут участвовать в церковных таинствах. Если оглашенный умирает в период катехумената, он согласно концепции «крещения желанием» считается крещёным и полноправным членом церкви.

## В культуре
- «Что кричишь, как оглашенный!» — «оглашенный» употреблено в значении человека, ведущего себя бессмысленно, бестолково, шумно[14]. Когда в прежние времена оглашенных спрашивали в храме, веруют ли они в Христа, они громко, радостно кричали.
- В устной традиции, в отличие от книжной, определение «оглашенный» изначально и регулярно согласовывалось с глаголами движения: бегает, носится, мечется. Например, «забегают как оглашенные» (Д. Н. Мамин-Сибиряк. «Три конца»). Это фиксируется также и в филологических этнографических экспедициях[15]. Фраза «носишься как оглашенный» относится не к единичным и редким моментам катехизации[источник не указан 403 дня], а к массовому до 1917 года явлению оглашения брака, после которого начиналась подготовка к свадьбе, обременённая спешкой и суетой. Метрические книги в разделе «О Браке» имели колонку «Где и когда проведены Оглашения». Место оглашения вносилось также в форму брачного обыска.
- «Оглашенные» — повесть А. Г. Битова, вышедшая в 1995 году в Издательстве И. Лимбаха.